# Jewel
Jewel Kilcher, artistnamn Jewel, född 23 maj 1974, är en amerikansk sångare och låtskrivare.

## Biografi

### De tidiga åren
Jewel föddes i Payson i Utah, men växte huvudsakligen upp hos sin pappa i Homer i Alaska. Hon och hennes far tjänade ibland sitt uppehälle genom att sjunga i barer och värdshus. Det var från dessa erfarenheter hon lärde sig att joddla, någonting hon visar i många av sina låtar. Hennes far var mormon, men de slutade gå i kyrkan strax efter att hon hade fyllt åtta år.
Jewel lärde sig spela gitarr under stipendium vid den prestigefyllda Interlochen Music Academy i Michigan där hon även studerade klassisk sång samt operasång, vilket hon hade som huvudämne. Hon började skriva sånger vid sjutton års ålder.
Hon var fattig, bodde i sin skåpbil och reste runt och spelade. Hon vann renommé genom att sjunga på Innerchange Coffehouse i San Diego, Kalifornien. Det var vid dessa uppträdanden hon mötte bandet The Rugburns, vilket hon ofta uppträdde med. Hon har samarbetat med bandmedlemmen Steve Poltz i många av sina låtar.

### Karriär
Vid kaféframträdandena blev hon upptäckt av Atlantic Records. Hon spelade in sitt debutalbum Pieces of You då hon var nitton år, och albumet släpptes 1995. Några av låtarna på det albumet är inspelade på kaféet hon brukade framträda på. Albumet stannade på amerikanska Billboard 200 i två år och låg på plats fyra som högst.
Jewels musik är uppmärksammad för dess rena ärlighet och själviakttagelse. Sångerna är svåra att kategorisera, men på grund av gitarrackompanjemanget har de ofta blivit beskrivna som folkmusik eller folkpop. Men generellt är hennes musik mestadels sedd som populärmusik och har stor framgång på främst amerikanska radiostationer.
Hon blev vald att sjunga USA:s nationalhymn The Star-Spangled Banner vid öppningen av Super Bowl i januari 1998.
Jewel har skrivit poesi i hela sitt liv och har minst två publicerade verk. A Night Without Armor samlar några av hennes lyriska verk, och Chasing Down the Dawn handlar om att växa upp i Alaska, om hennes ansträngningarna att lära sig sångyrket och om hennes liv i övrigt.
År 2003 genomgick Jewel en drastisk förändring i sin framtoning då albumet 0304 släpptes. I musikvideon för debutsingeln Intuition fann man henne i dansnummer, sparsamt klädd i behåar och bikinis. Sången och videon såg ut att vara en satirisk syn på omständigheterna kring den moderna popmusiken, och många ifrågasatte om Jewel hade blivit till det som hon hånade.

## Diskografi
Studioalbum
- 1995 – Pieces of You
- 1998 – Spirit
- 1999 – Joy: A Holiday Collection
- 2001 – This Way
- 2003 – 0304
- 2006 – Goodbye Alice in Wonderland
- 2008 – Perfectly Clear
- 2009 – Lullaby
- 2010 – Sweet and Wild
- 2011 – The Merry Goes 'Round
- 2013 – Let It Snow: A Holiday Collection
- 2015 – Picking Up the Pieces
- 2022 – Freewheelin' Woman

Samlingsalbum
- 2006 – iTunes Originals
- 2011 – Once Upon a Lullaby
- 2013 – Greatest Hits
- 2013 – The Greatest Hits Remixed
- 2013 – The Jewel Collection

Singlar (topp 20 på Billboard Hot 100)
- 1996 – "Who Will Save Your Soul" (#11)
- 1996 – "You Were Meant for Me" (#2)
- 1997 – "Foolish Games" (#2)
- 1998 – "Hands" (#6)
- 2003 – "Intuition" (#20)
- 2013 – "Two Hearts Breaking" (#14)